# Campionato Primavera 1985-1986
Il Campionato Primavera 1985-1986 è la 24ª edizione del Campionato di calcio Primavera. Il detentore del trofeo era il Torino.
La squadra vincitrice del torneo è stata il Cesena; il club bianconero romagnolo conquistava così per la 2ª volta il titolo di campione nazionale.
Tra i giocatori si ricordano Alberto Fontana, Lorenzo Minotti, Alessandro Bianchi, Ruggero Rizzitelli.